# Lithoxus
Lithoxus es un género de peces de la familia Loricariidae en el orden de los Siluriformes.

## Especies
Las especies de este género son:
- Lithoxus boujardi So. Muller & Isbrücker, 1993
- Lithoxus bovallii (Regan, 1906)
- Lithoxus jantjae Lujan, 2008
- Lithoxus lithoides C. H. Eigenmann, 1912
- Lithoxus pallidimaculatus Boeseman, 1982
- Lithoxus planquettei Boeseman, 1982
- Lithoxus stocki Nijssen & Isbrücker, 1990
- Lithoxus surinamensis Boeseman, 1982